# Puerto de Erro
Puerto de Erro är ett bergspass i Spanien.   Det ligger i provinsen Provincia de Navarra och regionen Navarra, i den nordöstra delen av landet, 300 km nordost om huvudstaden Madrid. Puerto de Erro ligger 801 meter över havet.
Terrängen runt Puerto de Erro är kuperad. Runt Puerto de Erro är det mycket glesbefolkat, med 3 invånare per kvadratkilometer. Närmaste större samhälle är Pamplona, 19,7 km sydväst om Puerto de Erro. I omgivningarna runt Puerto de Erro växer i huvudsak blandskog.